# Панкратова, Ирина Павловна
Ирина Павловна Панкратова (10 сентября 1986, Ленинград, СССР — 10 мая 2025, Мангейм, Германия) — российская журналистка, специализировавшаяся на расследовательской журналистике. Работала в ведущих деловых и общественно-политических изданиях России, включая «Деловой Петербург», РБК и The Bell.

## Биография
В 2008 году окончила факультет журналистики Санкт-Петербургского государственного университета.
Начинала карьеру в местных петербургских СМИ «Петербургский листок», «ОК-ИНФОРМ», и «Консерватор», где проработала с 2008 по 2014 годы. В 2014 году присоединилась к изданию «Деловой Петербург», где в 2016 году получила премию «Золотое перо» за статью о рынке уличной торговли в Санкт-Петербурге.
После смены руководства в издании «Деловой Петербург» по собственной инициативе переехала в Москву и перешла в РБК. Ее статья об онлайн-казино Azino777 получила номинацию на премия «Редколлегия».
В 2019 году перешла в издание The Bell. Работая на The Bell, Панкратова была четырежды лауреатом премии.
В августе 2021 года неизвестные лица пытались взломать телефон Панкратовой.
В 2022 году покинула Россию после начала вторжения России на Украину.
В ноябре 2024 года был диагностирован рак. 10 мая 2025 года после продолжительной борьбы с болезнью умерла в клинике в Германии.

## Общественная позиция
Поддержала на митинге Ивана Голунова после его ареста по ложному обвинению.

## Награды
- Лауреат премии «Золотое перо» совместно с Павлом Горшковым и Лилией Агарковой за статью «ИП городского масштаба. Как стихийная уличная торговля избегает проблем с полицией и чиновниками».[15];
- Четырежды была лауреатом премии «Редколлегия» за статьи опубликованные в качестве журналиста The Bell:

- в ноябре 2019 года — за статью «Кибермонархия Константина Малофеева: как устроен бизнес православного миллиардера»;
- в июле 2022 года — за статью «Война и мир в TikTok. Как российские „тикток-хаусы“ превратились в офисы военной пропаганды»,
- в сентябре 2023 года — совместно с Марией Жолобовой («Важные истории»), Светланой Рейтер (Meduza) и Андреем Перцевым (Meduza) за статью «И появилась такая идея — делать фейки», опубликованную в издании «Важные истории».
- в октябре 2024 года — совместно с Петром Мироненко и Ириной Малковой за статью «От ЦБ до ФСБ. История падения Пробизнесбанка, из-за которого разгорелся скандал вокруг ФБК»